# Sogndal Fotball
Sogndal Fotball (stiftet 19. februar 1926) er en norsk fodboldklub fra Sogndal i Sogn og Fjordane. Det var først omkring 2. verdenskrig at fodboldaktiviteterne i klubben for alvor kom i gang. Sogndal kom for første gang på landkortet udenfor fylkegrænsen med oprykning til 3. division i efteråret 1964. Sogndal spillede sig frem til cupfinalen i 1976, hvor de tabte til Brann. Pt. spiller Sogndal OBOS-ligaen.
Sogndal debuterede i øverste division i sæsonen 1982, men rykkede ned igen efter sæsonen. Siden har klubben spillet i øverste liga i perioderne 1988-1989, 1991-1992, 1994, 1997-1998, 2001-2004 og 2011 til dags dato. Totalt udgør det 14 sæsoner. Bedste ligaplacering er en 6. plads i 1988. Desuden er klubben to gange blevet nr. 8.
Sogndal spiller sine hjemmekampe på Fosshaugane Campus.
Sogndals mest kendte supportersange er «Stao No Pao» og «Me E Med».